# 715542 Tafforin
715542 Tafforin este o planetă minoră (asteroid) din centura de asteroizi. A fost descoperită pe 15 octombrie 2015 la  de Michel Ory⁠(d). 
Obiectul prezintă o orbită caracterizată de o semiaxă mare de 2,7861419930284 UAi, o excentricitate de 0,24634811508351, o înclinație de 8,6886946837889 ° în raport cu ecliptica.